# ماهر السيد
ماهر السيد لاعب كرة قدم سوري سابق من مواليد دمشق 1979 اكتسب شهرته في ناديه الأم الوحدة. وهو ثاني هدافي المنتخب السوري بعد رجا رافع برصيد 30 هدف.

## انجازاته
أفضل لاعب في العديد من بطولات الأندية العربية.
التي شارك بها مع الجيش في فترة خدمته الإلزامية.
احترف لعامين مع نادي النصر الكويتي قبل أن يعود ل الوحدة
ويساهم في إحرازها بطولة الدوري التاريخية عام2003 حيث كان له دور بارز وكبير في بطولة الدوري لصالح الوحدة.
سجل ما يقارب نصف اهداف الوحدة
في دوري 2004 (13 هدف) وشارك في صناعة الكثير من أهداف النصف الأخر . اتجه بداية عام 2018 للتدريب حيث عين مساعدا لمدرب نادي الوحدة أيمن حكيم وقبل بداية الموسم الجديد قدم ماهر استقالته ليتفرغ لتدريب صغار نادي الوحدة.

## روابط خارجية
- ماهر السيد على موقع قاعدة بيانات كرة القدم.إي يو (الإنجليزية)
- ماهر السيد على موقع ناشيونال فوتبول تيمز (الإنجليزية)
- ماهر السيد على موقع كووورة